# Rigsdaler
Rigsdaler – talar duński bity od roku 1537 do 1873.
Talar duński podobnie jak szwedzki talar (riksdaler) zwany jest także rixtalarem.

## Historia
Z powodu długotrwałych wojen system pieniężny w Danii w XVI wieku charakteryzowała duża chwiejność, co w 1535 roku doprowadziło do dewaluacji monet. W 1537 roku po raz pierwszy wybito w Danii talara pod nazwą daler, jednak na stałe talary weszły do duńskiego obiegu pieniężnego w wyniku reformy przeprowadzonej w 1541 roku. Bity odtąd talar miał wartość 3 marek, co potwierdzał umieszczony na monecie napis III Marck Danske. Pierwsze duńskie talary zwane według niemieckiego wzoru gyldengroschen zawierały 26.07 gramów czystego srebra.
Nowy system walutowy Danii po reformach w 1541 roku przedstawiał się następująco:
| moneta  | Marka | Szyling | Witen | Fenig |
| ------- | ----- | ------- | ----- | ----- |
| Talar   | 3     | 48      | 144   | 576   |
| Marka   |       | 16      | 48    | 192   |
| Szyling |       |         | 3     | 12    |
| Witen   |       |         |       | 4     |

System ten nie utrzymał się długo, gdyż w 1554 roku nieco zmniejszono zawartość srebra w markach i odpowiednio w pozostałych monetach. Dalsze dewaluacje sprawiły, że w 1565 roku talar duński liczył już 4 marki.
W dalszych latach, szczególnie po 1575 roku, następowała dalsza dewaluacja marki, aż w 1582 roku ustalono, że marka ma zawierać 5.89 gramów srebra. By zachować relację talar = 4 marki, obniżono zawartość srebra w duńskim talarze do 23.56 gramów srebra.
Duński system walutowy w 1582 roku wyglądał następująco:
| moneta  | Marka | Szyling | Witen | Fenig |
| ------- | ----- | ------- | ----- | ----- |
| Talar   | 4     | 64      | 192   | 768   |
| Marka   |       | 16      | 48    | 192   |
| Szyling |       |         | 3     | 12    |
| Witen   |       |         |       | 4     |

Kolejna ordynacja z 1602 roku obniżyła zawartość srebra w duńskim talarze do około 22 gramów. Obok talarów srebrnych wybito również talary złote o nominale 8 talarów (16,66 gramów czystego złota), 6 talarów (12.17 gramów czystego złota) oraz 4 talarów (8m12 gramów czystego złota). Złotych jednotalarówek nie bito, ale 1/4 złotej 4-talarówki zawierała 2,03 gramów czystego złota. Stosunek cen złota i srebra wyniósł zatem wtedy 1:10.8. Talar wciąż był równy 4 markom. Obowiązywał teraz w Danii nasŧępujacy system:
| moneta  | Marka | Szyling | Szóstak | Witen   | Blafert | Fenig |
| ------- | ----- | ------- | ------- | ------- | ------- | ----- |
| Talar   | 4     | 64      | 128     | 192     | 384     | 768   |
| Marka   |       | 16      | 32      | 48      | 96      | 192   |
| Szyling |       |         | 2       | 3       | 6       | 12    |
| szóstak |       |         |         | 1 i 1/2 | 3       | 6     |
| Witen   |       |         |         |         | 2       | 4     |
| Blafert |       |         |         |         |         | 2     |

W 1608 roku na wzór holenderskich talarów lewkowych (stąd nazwa løvedaler) zaczęto bić talary o wadze 27,5 gramów próby 12 łutowej, zawierające 20,5 grama czystego srebra. Monety te warte były 66 szylingów, czyli już nieco więcej niż 4 marki (64 szylingi). W 1611 roku wybijano monety wartości 1 i 1/2 do 6 talarów, zwane talarami szerokimi (breddaler).
W 1611 roku wybito złote monety czterotalarowe, zwane guldridder. Zawierały one 7.495 gramów złota i były kolejną odmianą duńskiego rosenobla. Ponadto wybito ze srebra monety wielotalarowe o nominale od 1 i 1/2 do 6 talarów, zwane talarami szerokimi (breddaler).
W 1618 roku w wyniku kolejnej reformy wprowadzono srebrną koronę równą 128 szylingów, wartą 1 i 1/2 talara. Talar był wówczas równy 85 i 1/3 szylinga, co oznaczało, że zawierał 21,33 gramów czystego srebra.
W 1619 roku podniesiono zawartość srebra w talarze do 25.88 gramów, który odtąd zwano rigsdaler in specie. Obok niego wprowadzono talara obrachunkowego równego 4 markom, nazwanego sleddaler, który był odpowiednikiem dotychczasowego talara lewkowego. Sleddaler zawierał 21.67 gramów srebra.
System pieniężny stał się teraz bardzo skomplikowany, gdyż istniały trzy różne szylingi – skilling (szyling markowy), dalerskilling (dawny szyling) i kronskilling (szyling koronowy) różniące się zawartością srebra. Wprowadzony talar w monecie (daler i mønt) miał wartość 80 szylingów, a talar obrachunkowy (sleddaler) dzielił się na 4 marki po 16 szylingów. Rigsdaler in specie liczył 84 dalerskilling lub 64 kronskilling, a będąca w obiegu obok marki korona liczyła 126 dalerskilling lub 96 kronskilling.
Duński system walutowy ustalony w 1625 roku przedstawiał się następująco: 12 fenigów = 1 szyling koronowy (kronskilling), 16 szylingów = 1 marka, 4 marki = 1 srebrna korona, 6 marek = 1 rigsdaler oraz 8 marek = 1 złota korona.
System walutowy Danii z 1625 roku przedstawia poniższa tabela:
| moneta              | Rigsdaler in specie | Korona srebrna | Marka | Kronskilling | Fenig |
| ------------------- | ------------------- | -------------- | ----- | ------------ | ----- |
| Korona złota        | 1 i 1/3             | 2              | 8     | 128          | 1536  |
| Rigsdaler in specie |                     | 1 i 1/2        | 6     | 96           | 1152  |
| Korona srebrna      |                     |                | 4     | 64           | 768   |
| Marka               |                     |                |       | 16           | 192   |
| Kronskilling        |                     |                |       |              | 12    |

Ponieważ w 1625 roku korona srebrna zawierała 14.964 gramów srebra, na liczącego 1 i 1/2 srebrnej korony talara przypadało 22,446 gramów srebra. W tym samym czasie marka duńska zawierała 4,065 gramów srebra – więc 6 marek duńskich przypadających na jednego talara zawierało 24,39 gramów czystego srebra. Talar duński równy był wtedy 3 markom lubeckim.
W 1676 roku rigsdaler zawierał 22,5 grama czystego srebra.
Od 1713 roku istniały w Danii dwa oddzielnie współistniejące systemy, kurant i specie. Waluta kurantowa oznaczała pieniądz o obniżonej wartości i obok monet obejmowała też banknoty. W systemie specie bity talar duński, czyli rigsdaler, zawierał 4/37 marki kolońskiej czystego srebra (czyli około 25.28 gramów).
Na skutek kryzysu doszło do dalszej dewaluacji duńskiej waluty. W czasach Chrystiana VI (1730–1746) mający wartość 1/4 talara rigsort zawierał 5,159 gramów czystego srebra, czyli na 1 talara duńskiego przypadało 20,636 gramów srebra. Jednocześnie pojawiły się pieniądze papierowe jako tzw. rigsbankdalerkuranty, przy czym ustalono kurs, według którego 1 dukat równał się dwóm rigsbankdalerom kurant.

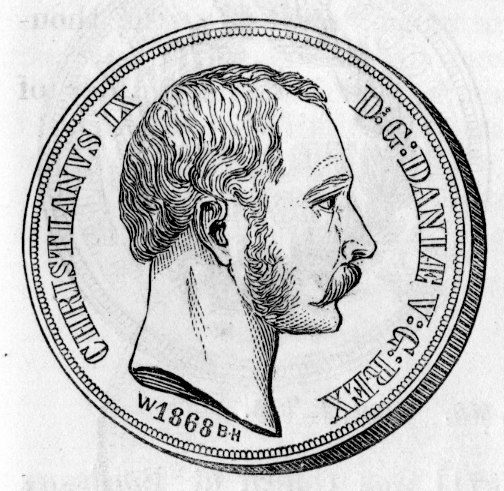
Srebrna moneta wartości dwóch rigsdalerów z głową króla Chrystiana IX z roku 1868

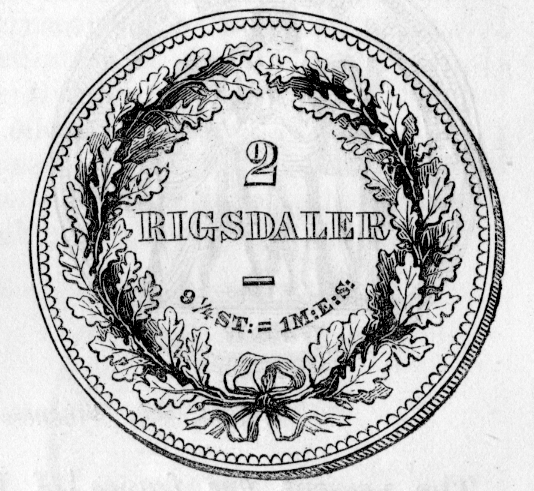
Rewers powyższej monety

Zniszczenia spowodowanie wojnami napoleońskimi doprowadziły skarb Danii do bankructwa. W miejsce starych pieniędzy trzeba było wprowadzić nowe. W 1813 roku, w następstwie kryzysu finansowego, wprowadzono nowy system walutowy oparty na tzw. talarze bankowym (rigsbankdaler), który dzielił się na 96 bankowych szylingów (rigsbank skilling) i swoją wartością odpowiadał połowie pełnego bitego talara duńskiego (rigsdaler specie) lub 6 rigsdalerom kurantowym. Ponieważ z jednej marki kolońskiej czystego srebra wybijano 18 i 1/2 rigsbanktalera, talar bankowy, który stał się główną walutą Danii, zawierał 12,64 gramów srebra. Dokonano również wymiany pieniędzy papierowych – za jednego rigsbankdalera należało dać 6 dawnych talarów.
Ustalony w 1813 roku system walutowy wyglądał następująco:
| moneta              | Rigsbankdaler | Marka | Rigsbankskilling |
| ------------------- | ------------- | ----- | ---------------- |
| Rigsdaler in specie | 2             | 12    | 192              |
| Rigsbankdaler       |               | 6     | 96               |
| Marka               |               |       | 16               |

W związku z nadmierną emisją pieniędzy papierowych konieczna była kolejna reforma, do której doszło już w 1818 roku. Wprowadzono złote monety Frederiksdory (później także Chrystiansdory), będące duńskim odpowiednikiem pistola i powiązano je z bitym talarem duńskim (rigsdaler in specie). W nowym systemie Frederiksdor = 5 bitych talarów duńskich (rigsdaler in specie) = 10 talarów bankowych (rigsbankdaler) = 960 szylingów bankowych (rigsbankskilling).
W Szlezwiku-Holsztynie, który należał wtedy do Danii, bity talar (Speciesdaler) był równy dwóm rigsbankdalerom po 30 tamtejszych szylingów (Schillinge) każdy. Na 4 duńskie szylingi przypadało 1 i 1/4 szylinga Szlezwiku-Holsztynu i takie monety z wypisaną na nich podwójną wartością znajdowały się w obiegu.
Do kolejnej zmiany systemu doszło w 1854 roku. Rigsdaler specie zaniknął, a nazwy rigsbankdaler i rigsbank skilling zastąpiono nazwami rigsdaler i skilling rigsmønt. Odtąd 1 rigsdaler = 96 skilling rigsmønt. Frederiksdor równy był 10 rigsdalerom.
Waluta duńska uległa znacznemu wstrząsowi na skutek wojny z 1864 roku z Austrią i Prusami o Szlezwik-Holsztyn, w której Dania poniosła klęskę.
W 1870 roku rigsdaler miał wartość 2,81 franka francuskiego.
W 1873 roku Dania przystąpiła do Skandynawskiej Unii Monetarnej, w związku z czym rigsdaler zastąpiony został przez duńską koronę według relacji 1 korona = ½ rigsdalera. Z tego powodu do dziś moneta wartości 2 koron zwana jest dalerem.

## Monety
W końcu XVIII wieku emitowano monety o nominale ½, 1, 2, 4, 8, 24 i 32 szylingów (skilling), 1/15, ¼, ⅓, ½ i 1 bitego talara (rigsdaler specie).
W latach 1813–1815 emitowano miedziane monety z napisem „rigsbanktegn” o wartości 2, 3, 4, 6, 12 i 16 szylingów. Od roku 1818 emitowano monety o wartości 1, 2 i 32 szylingów bankowych (rigsbank skilling), a od 1820 roku monety wartości bitego talara (rigsdaler species). Od roku 1826 emitowano złote monety, zwane w zależności od panującego „Frederiks d’Or” lub „Christians d’Or” o wartości 10 rigsdalerów (system duński opierał się wtedy na srebrze). W 1838 roku wprowadzono monety wartości ½ szylinga bankowego.
W latach 1840–1843 wprowadzono monety o nominale 1/5, ½, 1, 2, 3, 4, 8, 16 i 32 bankowych szylingów (rigsbank skilling), 1 bankowego rigsdalera (rigsbankdaler) i 1 bitego talara (rigsdaler species). Monety wartości 4 bankowych szylingów i 1 bankowego rigsdalera znalazły się także w systemie walutowym Szlezwiku-Holsztyna, w którym na jednego bitego talara (speciethaler) równego bitemu talarowi duńskiemu przypadało 60 miejscowych szylingów kurantowych (schilling courant). W prowincji tej bito także monety wartości 1¼, 2½, 5, 10 i 30 szylingów kurantowych.
W 1854 roku doszło do reformy systemu walutowego i zmiany nazw tworzących go jednostek monetarnych. Pociągnęło to za sobą konieczność wyemitowania nowych monet o nominale ½, 1, 4 i 16 szylingów rigsmønt (skilling rigsmønt) oraz 1 i 2 rigsdalerów. W dalszym ciągu emitowano złote monety z nazwami kończącymi się na „d’or”.

## Banknoty
W roku 1713 rząd duński wprowadził do obiegu banknoty o nominale 1, 2 i 3 marek oraz 1, 5, 10, 25, 50 i 100 rigsdalerów. W latach 1737 – 1804 giełda i bank kredytowy emitowały banknoty wartości 10, 20, 30, 40, 50 i 100 rigsdalerów kurantowych. Między rokiem 1791 a 1797 duńsko-norweski Specie Bank puścił w obieg banknoty o nominale 4, 8, 20, 40 i 80 rigsdalerów specie. W 1808 roku skarb państwa wyemitował banknoty wartości 2 i 20 rigsdalerów kurantowych, a w latach 1809–1810 banknoty o wartości 8, 12 i 24 szylingów.
W 1813 roku Rigsbank wprowadził banknoty o nominale 1, 5, 10, 50 i 100 rigsbankdalerów. Od 1819 roku banknoty o takich samych nominałach emitował bank narodowy. Po zmianie nazwy waluty bank narodowy emitował banknoty o wartości 5, 10, 20, 50 i 100 rigsbankdalerów.

## Zawartość srebra
By zachować stały stosunek rigsdalera do coraz bardziej dewaluującej się marki duńskiej, zawartość srebra w rigsdalerze z biegiem czasu znacznie spadła poniżej typowej dla talara wartości (w Europie talary najczęściej miały ponad 25 gramów). Starającego się zachować stałą wartość pełnego talara duńskiego nazwano dla odróżnienia rigsdaler in specie. Emitowano także rigsdalery o zawartości srebra typowej dla popularnych w strefie bałtyckiej holendreskich talarów lewkowych, zawierających niewiele ponad 20 gramów srebra. Pod koniec rigsdaler był wart połowę pełnego talara (rigsdaler in specie). W poniższej tabeli zawartość czystego srebra podano w gramach.
| Rok  | Srebro | Podstawa                |
| ---- | ------ | ----------------------- |
| 1541 | 26.07  | gyldengroschen          |
| 1582 | 23.56  | rigsdaler               |
| 1602 | ok. 22 | løvedaler               |
| 1608 | 20.5   | løvedaler               |
| 1618 | 21.33  | løvedaler               |
| 1619 | 21.67  | sleddaler               |
| 1619 | 25.88  | rigsdaler in specie     |
| 1625 | 24.39  | 6 marek                 |
| 1625 | 22.446 | 1 i 1/2 korony srebrnej |
| 1676 | 22.5   | rigsdaler               |
| 1713 | 25.28  | rigsdaler in specie     |
| 1726 | 22.5   | rigsdaler               |
| 1746 | 20.636 | 4 rigsorty              |
| 1780 | 25.28  | rigsdaler in specie     |
| 1813 | 12.64  | rigsdaler               |
| 1813 | 25.28  | rigsdaler in specie     |
| 1857 | 12.64  | rigsdaler               |
| 1857 | 25.28  | rigsdaler in specie     |